# NGC 7014
NGC 7014 је елиптична галаксија у сазвежђу Индијанац која се налази на NGC листи објеката дубоког неба.
Деклинација објекта је - 47° 10' 43" а ректасцензија 21h 7m 52,0s. Привидна величина (магнитуда) објекта NGC 7014 износи 12,3 а фотографска магнитуда 13,3. Налази се на удаљености од 64,067 милиона парсека од Сунца. NGC 7014 је још познат и под ознакама ESO 286-57, PGC 66153.